# Куксзее
Куксзее (нім. Kuckssee) — громада в Німеччині, розташована в землі Мекленбург-Передня Померанія. Входить до складу району Мекленбургіше-Зеенплатте. Складова частина об'єднання громад Пенцлінер-Ланд.
Площа — 19,19 км2. Населення становить 546 ос. (станом на 31 грудня 2020).